# Louis de Hohenlohe-Langenbourg
Louis de Hohenlohe-Langenbourg (20 octobre 1696, à Langenbourg – 16 janvier 1765, à Langenbourg) est un comte de Hohenlohe-Langenbourg. Le 7 janvier 1764, il est élevé Prince du Saint-Empire par l'empereur François Ier.

## Biographie
Il est fils du comte Albert-Wolfgang de Hohenlohe-Langenbourg et de la comtesse Sophie-Amélie de Nassau-Sarrebruck.
Au cours du règne de Louis, certaines modifications du château de Langenbourg sont faites: l'aile est a été construite avec sa forme actuelle, avec d'autres modifications dans le style baroque. Il construit également, comme résidence d'été, le "Lustschloss Ludwigsruhe" sur les terrains de l'ancien hameau de Lindenbronn, à côté du parc de chasse créé en 1588.

## Mariage et descendance
Le 23 janvier 1723, il épouse sa cousine, la comtesse Éléonore de Nassau-Sarrebruck (1707-1769). Elle est la fille du comte Louis-Crato de Nassau-Sarrebruck et son épouse, la comtesse Henriette-Philippine de Hohenlohe-Langenbourg (une sœur de son père).
Ils ont treize enfants:
- Christian-Albert de Hohenlohe-Langenbourg (1726-1789)
- Frédéric Charles (1728-1728)
- Sophie Henriette (1729-1735)
- Auguste Caroline (1731-1736)
- Louise Charlotte (1732-1777), qui épouse le prince Frédéric-Christian de Hohenlohe-Kirchberg
- Éléonore Julienne (1734-1813), qui épouse le prince Albert de Hohenlohe-Ingelfingen
- Guillaume Frédéric (1736-1753)
- Philippe Charles (1738-1805)
- Frédéric Auguste (1740-1810)
- Louis Gottfried (1742-1765)
- Christiane Henriette (1744-1744)
- Caroline Christiane (1746-1750)
- Frédéric Ernest (1750-1794), épouse Magdalena Adriana van Haren